# Trebeľovce
Trebeľovce (hongrois : Terbeléd) est un village de Slovaquie situé dans la région de Banská Bystrica.

## Histoire
La première mention écrite du village date de 1246.
La localité fut annexée par la Hongrie après le premier arbitrage de Vienne le 2 novembre 1938. En 1938, on comptait 650 habitants dont 4 d'origine juive. Elle faisait partie du district de Lučenec (hongrois : Losonci járás). Le nom de la localité avant la Seconde Guerre mondiale était Terbelovce/Terbeléd. Durant la période 1938 - 1945, le nom hongrois Terbeléd était d'usage. À la libération, la commune a été réintégrée dans la Tchécoslovaquie reconstituée.
Le hameau de Muľka était une commune autonome en 1938. Il comptait 129 habitants en 1938 Elle faisait partie du district de Lučenec (hongrois : Losonci járás). Le nom de la localité avant la Seconde Guerre mondiale était Muľadka. Durant la période 1938 -1945, le nom hongrois Kismúlyad était d'usage.

## Démographie

### Évolution de la population
| Année:               | 1994. | 2004.   | 2014.   | 2024.    |
| -------------------- | ----- | ------- | ------- | -------- |
| Nombre de personnes: | 963   | 976     | 949     | 840      |
| Différence:          |       | +1,34 % | -2,76 % | -11,48 % |

| Année:               | 2023. | 2024.   |
| -------------------- | ----- | ------- |
| Nombre de personnes: | 847   | 840     |
| Différence:          |       | -0,82 % |